# Unteruckersee
Unteruckersee is een meer met een oppervlakte van 10 km² en ligt ten zuiden van Prenzlau in Noord-Duitsland, deelstaat Brandenburg.
Ten zuiden van het meer ligt een kleiner meer, de Oberuckersee.